# Cassiano Sepúlveda Teixeira
Cassiano Sepúlveda Teixeira (Condeixa-a-Nova, 1823 — Lisboa, Janeiro de 1901) foi um jurista, formado em Direito pela Universidade de Coimbra, magistrado e político. Foi governador civil do Distrito de Angra do Heroísmo (1858 a 1859), deputado às Cortes (1861 a 1864) e 25.º presidente do Tribunal da Relação de Lisboa (1890).

## Biografia
Formou-se em Direito na Faculdade de Direito da Universidade de Coimbra no ano de 1843, ingressando seguidamente na carreira da magistratura.
Ligado à vida política, foi nomeado governador civil do Distrito de Angra do Heroísmo a 31 de Maio de 1858, tomado posse em Julho daquele ano. Foi exonerado por Decreto de 6 de Abril de 1859, mas exerceu o cargo até 21 de Maio de 1859, data em que foi substituído e abandonou a ilha Terceira.
Foi eleito deputado para a legislatura de 1861 a 1864.
Em 1869, foi nomeado juiz de 1.ª classe de Direito de primeira instância e colocado na ilha da Madeira, onde a 31 de Julho de 1872 casou com Ana Emília de Ornelas Frazão na paróquia de São Pedro do Funchal.
Seguidamente exerceu funções de juiz nas comarcas de Ovar, Soure e Silves (1876). Ascendeu à segunda instância em 1879 e em 1881 já integrava o Tribunal da Relação de Lisboa, tribunal de que foi nomeado presidente por Decreto de 30 de Junho de 1890.
Tomou posse do lugar de presidente do Tribunal da relação de Lisboa a 9 de Julho do mesmo ano de 1890. Terminou a carreira como juiz conselheiro do Supremo Tribunal de Justiça (1890).
Quando faleceu em Janeiro de 1901 tinha recebido a comenda da Ordem de Nossa Senhora da Conceição de Vila Viçosa.